# Spay, Sarthe

Spay este o comună în departamentul Sarthe, Franța. În 2009 avea o populație de 2,772 de locuitori.